# لوئیس الاسو
لوئیس الاسو (انگلیسی: Luis Olaso; ۱۵ اوت ۱۹۰۰ – ۱۹۸۲ (۸۱−۸۲ سال)) بازیکن فوتبال اهل اسپانیا بود.
از باشگاه‌هایی که در آن بازی کرده‌است می‌توان به باشگاه فوتبال اتلتیکو مادرید و باشگاه فوتبال رئال مادرید اشاره کرد.
وی همچنین در تیم ملی فوتبال اسپانیا بازی کرده‌است.